# Волтгаурвілл (Джорджія)
Волтгаурвілл (англ. Walthourville) — місто (англ. city) в США, в окрузі Ліберті штату Джорджія. Населення — 3680 осіб (2020).

## Географія
Волтгаурвілл розташований за координатами 31°46′20″ пн. ш. 81°37′7″ зх. д. / 31.77222° пн. ш. 81.61861° зх. д. (31.772234, -81.618593).  За даними Бюро перепису населення США в 2010 році місто мало площу 9,99 км², з яких 9,72 км² — суходіл та 0,27 км² — водойми.

## Демографія
Згідно з переписом 2010 року, у місті мешкало 4111 особа в 1486 домогосподарствах у складі 1056 родин. Густота населення становила 412 особи/км².  Було 1796 помешкань (180/км²).
Расовий склад населення:
| - 57,7 % — чорних або афроамериканців - 31,6 % — білих - 1,4 % — азіатів - 0,7 % — корінних американців - 0,5 % — вихідців з тихоокеанських островів - 2,6 % — осіб інших рас |

До двох чи більше рас належало 5,4 %. Частка іспаномовних становила 8,3 % від усіх жителів.
За віковим діапазоном населення розподілялося таким чином: 32,2 % — особи молодші 18 років, 62,5 % — особи у віці 18—64 років, 5,3 % — особи у віці 65 років та старші. Медіана віку мешканця становила 29,1 року. На 100 осіб жіночої статі у місті припадало 86,5 чоловіків;  на 100 жінок у віці від 18 років та старших — 84,5 чоловіків також старших 18 років.
Середній дохід на одне домашнє господарство  становив 48 061 долар США (медіана — 38 424), а середній дохід на одну сім'ю — 54 497 доларів (медіана — 41 474). Медіана доходів становила 38 125 доларів для чоловіків та 31 042 долари для жінок. За межею бідності перебувало 27,6 % осіб, у тому числі 32,0 % дітей у віці до 18 років та 53,2 % осіб у віці 65 років та старших.
Цивільне працевлаштоване населення становило 1490 осіб. Основні галузі зайнятості: публічна адміністрація — 27,5 %, освіта, охорона здоров'я та соціальна допомога — 13,6 %, роздрібна торгівля — 10,5 %, виробництво — 10,2 %.